# Prêmio Emmy Internacional de melhor telenovela
O Emmy Internacional de Melhor Telenovela (original em inglês: International Emmy Award for Best Telenovela) é concedido pela Academia Internacional das Artes & Ciências Televisivas (IATAS) durante a cerimônia dos International Emmy Awards. Este prêmio reconhece telenovelas produzidas e exibidas fora dos Estados Unidos.
Desde sua criação em 2008, o Brasil lidera com sete vitórias nesta categoria. A Espanha é o vencedor mais recente, tendo conquistado o prêmio com a produção La promesa da Bambú Producciones.

## Histórico
A categoria foi estabelecida em 2008 pelo conselho administrativo da Academia Internacional de Televisão Artes e Ciência para homenagear telenovelas produzidas e inicialmente exibidas fora dos Estados Unidos. Antes de 2008, as telenovelas eram elegíveis na categoria de melhor série dramática, como foi o caso de Sinhá Moça (2006), a primeira novela a concorrer ao Emmy.
O Brasil se destaca com o maior número de indicações, totalizando 13, e conquistou o prêmio em 2009, 2012, 2013, 2014, 2015, 2016 e 2020, todas produções da TV Globo. Em 2011, houve uma co-produção com a rede portuguesa SIC, Laços de Sangue.
Portugal segue em segundo lugar, com 9 indicações no total, e ganhou o prêmio mais recentemente em 2018 com a novela Ouro Verde da TVI e Plural.
Considerado o maior evento do mercado televisivo no mundo, o Emmy Internacional tem por missão reconhecer a excelência de conteúdo produzido exclusivamente para TV fora dos Estados Unidos, além de produções de língua não inglesa feitas para a TV estadunidense.

## Regulamento
O Emmy Internacional de Melhor Telenovela é concedido a produções melodramáticas com enredos contínuos, que têm duração de pelo menos meia hora por episódio e contam com 50 a 220 episódios. As telenovelas geralmente são exibidas de 2 a 6 vezes por semana e frequentemente têm o romance como tema central.

## Vencedores e indicados
|  | Indica a telenovela vencedora |

### Década de 2000
| Ano                | Título               | País        | Emissora                                                          | Receptor(es)                      |
| 2008               |                      |             |                                                                   |                                   |
| ------------------ | -------------------- | ----------- | ----------------------------------------------------------------- | --------------------------------- |
| 2008               | The Invasion Igtiyah | Jordânia    | Arab Telemedia Group                                              | Talal Al Awamleh                  |
| 2008               | Lalola               | Argentina   | América TV                                                        | Sebastián Ortega                  |
| 2008               | Paraíso Tropical     | Brasil      | TV Globo                                                          | Gilberto Braga e Ricardo Linhares |
| 2008               | One Night of Love    | Rússia      | STS                                                               | Lisa Seidman                      |
| 2009               |                      |             |                                                                   |                                   |
| Caminho das Índias | Brasil               | TV Globo    | Glória Perez                                                      |                                   |
| Magdusa Ka         | Filipinas            | GMA Network | Wilma Galvante                                                    |                                   |
| Kahit Isang Saglit | Filipinas            | ABS-CBN     | Rondel P. Lindayag                                                |                                   |
| Seconde chance     | França               | TF1         | Nathalie Abdelnour, Elsa Marpeau, Mathieu Missoffe e Elodie Namer |                                   |

### Década de 2010
| Ano                          | Título               | País                     | Emissora                                             | Receptor(es)              |
| 2010                         |                      |                          |                                                      |                           |
| ---------------------------- | -------------------- | ------------------------ | ---------------------------------------------------- | ------------------------- |
| 2010                         | Meu Amor             | Portugal                 | Plural Entertainment/TVI                             | António Barreira          |
| 2010                         | Ciega a citas        | Argentina                | Televisión Pública                                   | Carolina Aguirre          |
| 2010                         | Dahil May Isang Ikaw | Filipinas                | ABS-CBN                                              | Narciso Y. Gulmatico, Jr. |
| 2011                         |                      |                          |                                                      |                           |
| Laços de Sangue              | Portugal             | SIC                      | Pedro Lopes                                          |                           |
| Contra Las Cuerdas           | Argentina            | Televisión Pública       | Juan Pablo Domenech e Santiago Mitre                 |                           |
| Araguaia                     | Brasil               | TV Globo                 | Walther Negrão                                       |                           |
| Impostor                     | Filipinas            | ABS-CBN                  | Laurenti Dyogi                                       |                           |
| 2012                         |                      |                          |                                                      |                           |
| O Astro                      | Brasil               | TV Globo                 | Alcides Nogueira e Geraldo Carneiro                  |                           |
| Indomitable Daughters-in-Law | Coreia do Sul        | MBC                      | Ku Hyun Sook                                         |                           |
| Rosa Fogo                    | Portugal             | SIC                      | Patrícia Müller                                      |                           |
| Remédio Santo                | Portugal             | TVI                      | António Barreira                                     |                           |
| 2013                         |                      |                          |                                                      |                           |
| Lado a Lado                  | Brasil               | TV Globo                 | João Ximenes Braga e Claudia Lage                    |                           |
| Avenida Brasil               | Brasil               | TV Globo                 | João Emanuel Carneiro                                |                           |
| Windeck                      | Angola               | TPA                      | Joana Jorge e Coréon Dú                              |                           |
| 30 vies                      | Canadá               | Ici Radio-Canada Télé    | Fabienne Larouche                                    |                           |
| 2014                         |                      |                          |                                                      |                           |
| Joia Rara                    | Brasil               | TV Globo                 | Duca Rachid e Thelma Guedes                          |                           |
| Belmonte                     | Portugal             | TVI                      | Artur Ribeiro                                        |                           |
| My Husband's Lover           | Filipinas            | GMA Network              | Suzette Doctolero                                    |                           |
| 30 vies                      | Canadá               | Ici Radio-Canada Télé    | Fabienne Larouche                                    |                           |
| 2015                         |                      |                          |                                                      |                           |
| Império                      | Brasil               | TV Globo                 | Aguinaldo Silva                                      |                           |
| Ciega a citas                | Espanha              | Cuatro                   | Verónica Fernández                                   |                           |
| Jikulumessu                  | Angola               | TPA                      | Coréon Dú                                            |                           |
| Mulheres                     | Portugal             | TVI                      | Raquel Palermo e Eduarda Laia                        |                           |
| 2016                         |                      |                          |                                                      |                           |
| Verdades Secretas            | Brasil               | TV Globo                 | Walcyr Carrasco                                      |                           |
| A Regra do Jogo              | Brasil               | TV Globo                 | João Emanuel Carneiro                                |                           |
| 30 vies                      | Canadá               | Ici Radio-Canada Télé    | Fabienne Larouche                                    |                           |
| Bridges of Love              | Filipinas            | ABS-CBN                  | Henry King Quitain                                   |                           |
| 2017                         |                      |                          |                                                      |                           |
| Kara Sevda                   | Turquia              | Ay Yapım / Star TV       | Kerem Çatay                                          |                           |
| 30 vies                      | Canadá               | Ici Radio-Canada Télé    | Fabienne Larouche                                    |                           |
| Velho Chico                  | Brasil               | TV Globo                 | Benedito Ruy Barbosa, Edmara Barbosa e Bruno Luperi  |                           |
| Totalmente Demais            | Brasil               | TV Globo                 | Rosane Svartman e Paulo Halm                         |                           |
| 2018                         |                      |                          |                                                      |                           |
| Ouro Verde                   | Portugal             | Plural Entertainment/TVI | Maria João Costa                                     |                           |
| Cesur ve Güzel               | Turquia              | Ay Yapım / Star TV       | Kerem Çatay e Pelin Diştaş Yaşaroğlu                 |                           |
| İstanbullu Gelin             | Turquia              | O3 Medya / Star TV       | Teşrik-i Mesai                                       |                           |
| Paquita la del Barrio        | México               | SPT/Imagen Televisión    | Andrés Posada, Ximena Cantuarias e Juan Pablo Posada |                           |
| 2019                         |                      |                          |                                                      |                           |
| La Reina del Flow            | Colômbia             | Caracol Televisión       | Claudia Sánchez e Said Chamie                        |                           |
| Cien días para enamorarse    | Argentina            | Telefe                   | Sebastián Ortega                                     |                           |
| The River                    | África do Sul        | 1Magic                   | Phathu Makwarela e Gwydion Beynon                    |                           |
| Vidas Opostas                | Portugal             | SIC                      | Alexandre Castro                                     |                           |

### Década de 2020
| Ano                        | Título           | País                | Emissora                           | Receptor(es)                       |
| 2020                       |                  |                     |                                    |                                    |
| -------------------------- | ---------------- | ------------------- | ---------------------------------- | ---------------------------------- |
| 2020                       | Órfãos da Terra  | Brasil              | TV Globo                           | Duca Rachid e Thelma Guedes        |
| 2020                       | Love and Destiny | China               | iQIYI                              | Zhao Na, Chen Liwen e Jiang Yuehua |
| 2020                       | Na Corda Bamba   | Portugal            | TVI                                | Rui Vilhena                        |
| 2020                       | Pequeña Victoria | Argentina           | ViacomCBS/Oficina Burman           | Erika Halvorsen e Daniel Burman    |
| 2021                       |                  |                     |                                    |                                    |
| The Song of Glory          | China            | Tencent Video       | Huang Bin e Li Huizhu              |                                    |
| Amor de Mãe                | Brasil           | TV Globo            | Manuela Dias                       |                                    |
| Quer o Destino             | Portugal         | TVI                 | Helena Amaral                      |                                    |
| A Quest to Heal            | Singapura        | Channel 8           | Siew Hui Koh e Doreen Yap          |                                    |
| 2022                       |                  |                     |                                    |                                    |
| The King's Affection       | Coreia do Sul    | KBS2                | Ki Min-soo e Hong Seok-gu          |                                    |
| Nos Tempos do Imperador    | Brasil           | TV Globo            | Thereza Falcão e Alessandro Marson |                                    |
| Dos vidas                  | Espanha          | Bambú Producciones  | Josep Cister Rubio                 |                                    |
| You Are My Hero            | China            | iQIYI/Tencent Video | Qin Wen                            |                                    |
| 2023                       |                  |                     |                                    |                                    |
| Yargi: Segredos de Família | Turquia          | Kanal D             | Sema Ergenekon                     |                                    |
| Cara e Coragem             | Brasil           | TV Globo            | Claudia Souto                      |                                    |
| Pantanal                   | Brasil           | TV Globo            | Bruno Luperi                       |                                    |
| Para Sempre                | Portugal         | TVI                 | André Ramalho                      |                                    |
| 2024                       |                  |                     |                                    |                                    |
| La promesa                 | Espanha          | Bambu Producciones  | Josep Cister Rubio                 |                                    |
| La Moderna                 | Espanha          | Boomerang TV        | Humberto Miró Garrido              |                                    |
| Rigo                       | Colômbia         | Canal RCN           | César Betancur                     |                                    |
| Safir                      | Turquia          | ATV/NTC             | Burcu Över e Gül Abus Semerci      |                                    |

## Múltiplas vitórias
| N.º de vitórias | Emissora |
| --------------- | -------- |
| 7               | TV Globo |
| 2               | TVI      |

| N.º de vitórias | País     |
| --------------- | -------- |
| 7               | Brasil   |
| 3               | Portugal |

| N.º de vitórias | Autor(a)      |
| --------------- | ------------- |
| 2               | Duca Rachid   |
| 2               | Thelma Guedes |

## Múltiplas indicações
| N.º de indicações | Emissora              |
| ----------------- | --------------------- |
| 15                | TV Globo              |
| 8                 | TVI                   |
| 4                 | Ici Radio-Canada Télé |
| 4                 | ABS-CBN               |
| 3                 | SIC                   |
| 3                 | Star TV               |
| 2                 | GMA Network           |
| 2                 | Televisión Pública    |
| 2                 | TPA                   |
| 2                 | Telefe                |
| 2                 | Tencent Video         |
| 2                 | Ay Yapım              |

| N.º de indicações | País          |
| ----------------- | ------------- |
| 15                | Brasil        |
| 11                | Portugal      |
| 6                 | Filipinas     |
| 5                 | Argentina     |
| 4                 | Canadá        |
| 4                 | Turquia       |
| 4                 | Espanha       |
| 3                 | China         |
| 2                 | Angola        |
| 2                 | Coreia do Sul |

| N.º de indicações | Autor(a)              |
| ----------------- | --------------------- |
| 4                 | Fabienne Larouche     |
| 2                 | António Barreira      |
| 2                 | Coréon Dú             |
| 2                 | Duca Rachid           |
| 2                 | João Emanuel Carneiro |
| 2                 | Kerem Çatay           |
| 2                 | Sebastián Ortega      |
| 2                 | Thelma Guedes         |